# Тхуа нао
Тхуа нао (тайск. ถั่วเน่า) — блюдо тайской кухни из цельных ферментированных соевых бобов. Тёмно-коричневая или тёмно-серая слегка слизистая субстанция с сильным неприятным аммиачным запахом. Для приготовления тхуа нао соевые бобы заквашиваются бактериями рода Бациллы.
Дешёвый источник белка, заменитель мяса. Используется как самостоятельное блюдо, а также добавляется в другие кушанья. Широко употреблятся в северной части страны (Чиангмай, Чианграй, Мэхонгсон, Лампхун, Лампанг). Вместе с этим, тхуа нао получает значительно меньше внимания исследователей, чем, например, натто.
Процесс приготовления тхуа нао имеет общие черты с производством японского натто, корейского чхонгукчана и непальской кинемы. В отличие от натто, тхуа нао обычно не заквашивается чистой культурой, ферментация происходит спонтанно.

## История
Название продукта происходит от слов «[соевый] боб» (тайск. ถั่ว) и «испорченный» (тайск. เน่า).
Японский этнобиолог Сасукэ Накао предположил, что натто, гималайская кинема и индонезийское темпе образуют вершины «треугольника несолёных ферментированных блюд из сои», заключив, что эти культуры вышли из китайской Юньнани. В «треугольнике» Накао находятся также корейский чхонгукчан, пепок с севера Мьянмы, камбоджийский sieng, тайский тхуа нао. Индийский пищевой технолог Джоти Пракаш Таманг исключал темпе из этого перечисления, так как его заквашивают грибком Rhizopus oligosporus, а остальные продукты — микроорганизмами рода Бациллы; вместо этого он предложил «треугольник кинема-натто-тхуа нао».

## Приготовление
Большинство семей делают тхуа нао дома. Процесс в общем идентичен изготовлению натто и других блюд из соевых бобов, заквашенных сенной палочкой: бобы замачивают, варят до размягчения, упаковывают в корзины, выложенные бамбуковыми листьями, а затем оставляют ферментироваться. Имеются региональные особенности:
- в районе (ампхе) Фанг[англ.] бобы не вымачивают, но варят в 2—3 раза дольше, а затем упаковывают в бамбуковые корзины с папоротниковыми листьями, накрывают пластиковыми пакетами и выставляют на солнце;
- в ампхе Мыангчиангмай[англ.] бобы вымачивают целую ночь;
- в Лампхуне и Лампанге тхуа нао заквашивают как в Фанге, но без вымачивания.

На всех этапах процесса заквашивания в тхуа нао доминируют микроорганизмы рода Бациллы, прежде всего сенная палочка; обнаруживаются также Bacillus cereus, Bacillus licheniformis, Bacillus megaterium и Bacillus pumilus. Помимо них на ранних этапах ферментации встречаются лактобактерии и не определённые кокки.

## Состав
В готовом тхуа нао содержится 16,9—42 % белков, 7—24 % жиров, около 26 % углеводов, 5—28 % клетчатки. Кислотность (pH) — от 6,7 до 8,6. В сушёном тхуа нао кхэп 37 % белков, 18 % жиров, 14 % клетчатки, а pH — 5,9.
Во время ферментации белки сои гидролизируются в пептиды, аминокислоты и аммиак. Это хороший источник белка, также в нём в достаточном количестве содержатся все незаменимые аминокислоты, кроме метионина (больше всего триптофана, затем идут глутаминовая кислота, цистеин, лизин и лейцин). Более половины свободных аминокислот — горькие (аргинин, гистинин, изолейцин и т. д.).
Запах тхуа нао обусловлен сочетанием соединений пиразина, альдегидов, кетонов, сложных эфиров, спиртов, кислот, ароматических соединений, фуранов, соединений серы и других веществ. Судя по всему, основной компонент запаха — соединения пиразина. Предлагается модификация производства тхуа нао с использованием чистой культуры сенной палочки, что позволит избавиться от нежелательных альдегидов, алифатических кислот, сложных эфиров и соединений серы. Эксперименты показывают, что при закваске тхуа нао чистой культурой сенной палочки TN51 аммиачный запах исчезает, сменяясь фруктово-ореховым, общее количество свободных аминокислот и гидрофобных аминокислот растёт, а заряженных — снижается.
Аналогично другим продуктам из ферментированных соевых бобов, тхуа нао содержит изофлавоны. Среди них по химической структуре выделяются две основных группы — агликоны и глюкозиды, и в тхуа нао особенно много агликоновых изофлавонов, причём использование чистой культуры TN51 для закваски увеличивает содержание даидзеина и генистеина.

## Кулинарное использование и хранение
При употреблении тхуа нао как отдельного блюда его в свежем виде смешивают с солью, чесноком, луком и приправами. Обычно после этого его заворачивают в банановые листья, после чего варят на пару или запекают. Готовое блюдо едят с клейким рисом.
Свежий тхуа нао хранится всего около 2 дней, однако его можно смолоть в пасту, из которой формуют плоские лепёшки, которые затем сушат на солнце, в результате чего получается тхуа нао кхэп (тайск. ถั่วเน่าแคบ), который хранится несколько месяцев. Тхуа нао кхэп хранят лепёшками или смалывают в порошок.